# Kościół św. Klemensa w Zielęcinie
Kościół św. Klemensa w Zielęcinie – rzymskokatolicki kościół w Zielęcinie, w województwie wielkopolskim.
Kościół w Zielęcinie istniał już przed 1510, prawdopodobnie z fundacji rodziny Zielęckich. W połowie XVI wieku właściciele majątku przeszli na protestantyzm i kościół stał się siedzibą zboru. Ok. 1640 kościół został ponownie przekazany katolikom. Istniejący budynek konstrukcji szachulcowej pochodzi właśnie z XVII wieku. Z tego okresu (ok. 1630) pochodzi zachowany wczesnobarokowy ołtarz.
W 1781 Ignacy Swinarski, dziedzic Zielęcina odrestaurował drewniany kościół i rozbudował go o wieżę. Dach jest kryty gontem.
W 1965 roku budynek został wpisany do rejestru zabytków.